# 威廉·特里頓
威廉·阿什比·特里顿爵士，JP（1875年6月19日—1946年9月24日），英国农业机械专家，与沃尔特·戈登·威尔逊少校一起直接参与了坦克的开发。第一次世界大战初期，他被要求生产用于移动重型榴弹炮的拖拉机，这最终导致了第一批坦克的诞生。

## 早年生活
特里顿出生于伊斯灵顿，当时他的父亲威廉·伯奇·特里顿（William Birch Tritton，肯特郡海斯，1845年-1918年7月29日）和母亲埃伦·汉娜·阿什比（Ellen Hannah Ashbee，1847年12月16日-1921年4月19日）住在卡尔顿路51号。他的父母于1873年10月22日在肯特郡布莱恩下的鲍顿结婚。他的弟弟是珀西·金斯诺斯·特里顿（Percy Kingsnorth Tritton，1878年-1903年）。他是伦敦股票经纪人的儿子，曾就读于芬奇利基督学院和伦敦国王学院。1901年时他住在奥尔特灵厄姆。

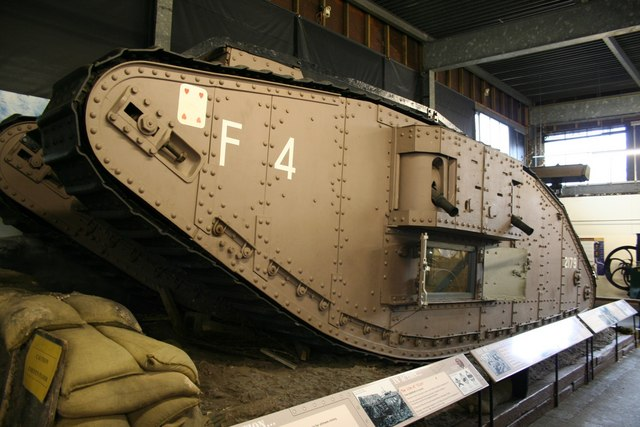
2007年1月，林肯郡生活博物馆中的一辆福斯特1917年马克IV坦克，它曾参加康布雷战役(1917)

## 职业
他于1891年加入格温尼斯有限公司。后来他成为了一名排字机械师和电气工程师。
1906年，他加入了位于林肯滑铁卢街的威廉福斯特公司，从1911年到1939年，他一直担任公司董事总经理，之后担任董事长。1915年7月22日，他敲定了坦克的设计方案——重达28吨，可以穿越4英尺宽的战壕。
坦克是在位于福斯路的福斯特惠灵顿工厂开发的，并在林肯避让线（一条于1985年关闭的铁路线）以南的一块场地上进行了测试。福斯特的旧址于1984年被拆除。他当时是福斯特坦克的生产工程师。他提出了用后轮操纵坦克转向的想法。坦克这个名字是欧内斯特·斯文顿少校和沃尔特·达利·琼斯少校想出的。
福斯特的第一辆坦克于1915年8月11日开始建造。第一次世界大战期间，韦德斯伯里的麦特罗卡梅尔公司和其他一些承包商也建造了坦克。福斯特当时是英国唯一一家商业生产履带式车辆的公司。